# Charles Simic
Charles Simic, rodným jménem Dušan Simić (srbsky: Душан Симић; 9. května 1938 Bělehrad – 9. ledna 2023 Dover) byl srbsko-americký básník a editor rubriky poezie v časopise Paris Review. V roce 1990 obdržel Pulitzerovu cenu za poezii za sbírku The World Doesn't End. Dvakrát byl ve finálovém výběru této ceny, roku 1986 za Selected Poems, 1963–1983 a v roce 1987 za sbírku Unending Blues. V letech 2007–2008 byl americký Poeta Laureatus. V roce 1953 jeho rodina odešla do Paříže, rok poté do Spojených států, tehdy mu bylo šestnáct let. Roku 1966 získal bakalářský titul na New York University, od roku 1973 byl profesorem americké literatury a tvůrčího psaní na University of New Hampshire. V roce 1971 se stal americkým občanem. Roku 1995 byl zvolen do American Academy of Arts and Letters.